# Scorpiurium circinatum
Scorpiurium circinatum là một loài Rêu trong họ Brachytheciaceae. Loài này được (Brid.) M. Fleisch. & Loeske miêu tả khoa học đầu tiên năm 1907.